# Picus viridis

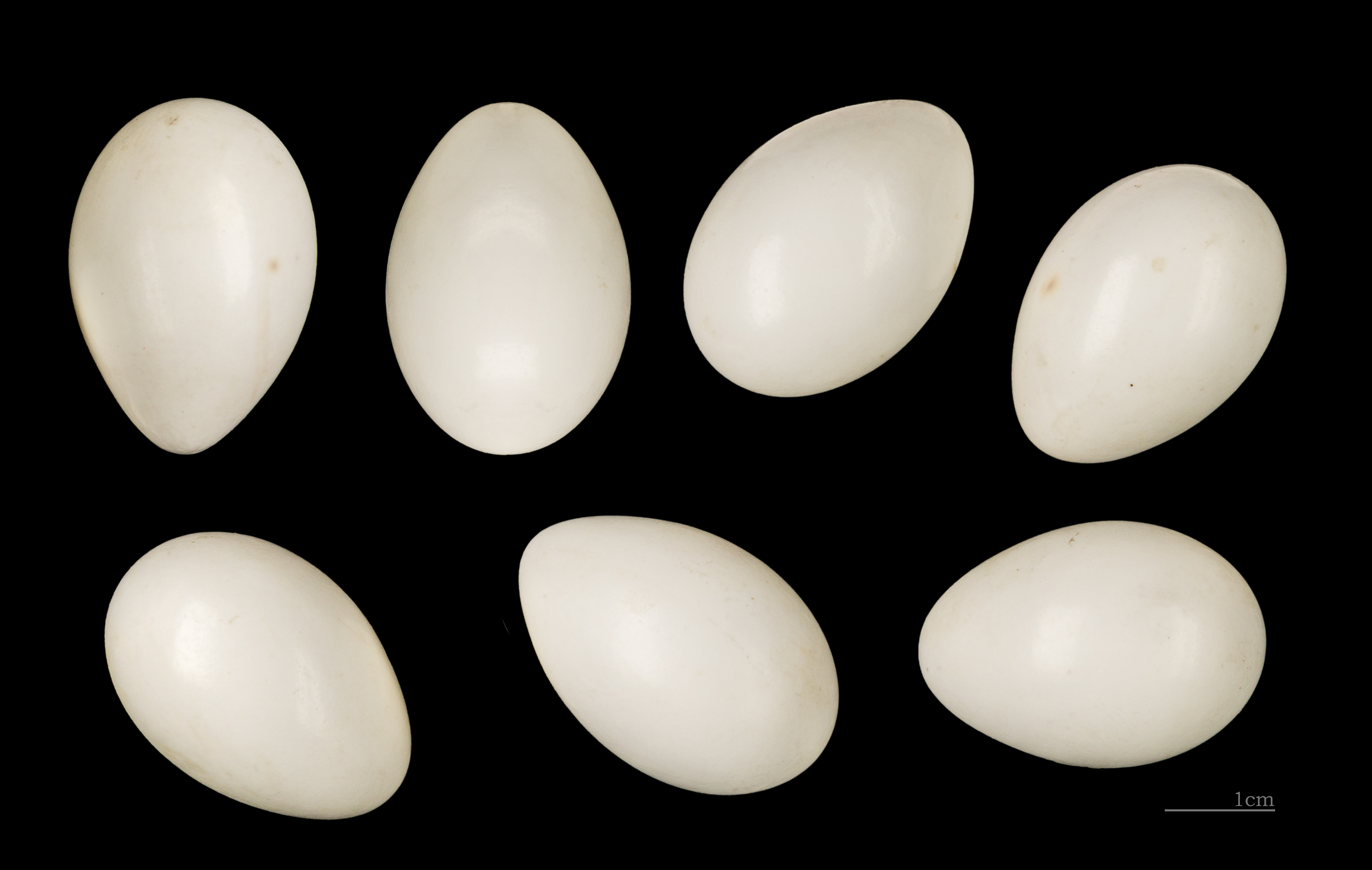
Huevos de Picus viridis

El carpintero verde o pito real (Picus viridis) es una especie de ave piciforme de la familia Picidae. Se distribuye por la mayor parte de Europa y el oeste de Asia. Habita en todo tipo de masas forestales, incluso zonas de matorral, y también en parques y jardines en zonas urbanas. Su población se estima entre 920 000 y 2 900 000 ejemplares.
El más común y extendido de los pájaros carpinteros, el pito real, es un ave inconfundible de la que, en muchas ocasiones, se tiene referencia por su característico canto: una especie de sonoro relincho que delata su presencia en las arboledas ribereñas, los bosques caducifolios y las áreas ajardinadas donde se instala. Activo consumidor de invertebrados, este pícido dispone de una larga y pegajosa lengua con la que prospecta los resquicios de los hormigueros en busca de los huevos, larvas y adultos que constituyen la base de su dieta.

## Taxonomía
Tiene descritas cuatro subespecies:
- P. v. innominatus (Zarudny & Loudon, 1905) - Montes Zagros (suroeste de Irán)
- P. v. karelini Brandt, 1841 - Sureste de Europa y Asia Menor, norte de Irán y suroeste de Turkmenistán.
- P. v. sharpei (Saunders, H, 1872) - Península ibérica[cita requerida]
- P. v. viridis Linnaeus, 1758 - Mayor parte de Europa, hasta Pirineos, norte de Yugoslavia y Rumanía.

En la lista de aves del mundo del Congreso Ornitológico Internacional (IOC World Bird List) se describe, desde su versión 3.5 del 30 de septiembre de 2013, a la subespecie presente en la península ibérica como una especie diferente con el nombre científico de Picus sharpei si bien, esta escisión no está incluida en la lista de aves de España de la Sociedad Española de Ornitología en su versión del año 2012.
.

## Descripción
Es un pájaro carpintero grande, mide de 30 a 36 cm, y tiene una envergadura alar de entre 45 y 51 cm. Por encima su plumaje es de color verdoso, con el obispillo más amarillo; por debajo es blanquecino. El píleo (parte de arriba de la cabeza) y la nuca son de color rojo, el ojo es blanco y está rodeado de una zona negra; y su bigotera es negra. Ambos sexos son muy similares, el macho tiene el centro rojo de la mancha negra de la bigotera, mientras que la hembra carece de ese rojo. Los juveniles son parecidos a los adultos en el patrón de colores de su plumaje, pero este está cubierto por un profuso moteado.
Las poblaciones de la subespecie ibérica (P. v. sharpei) no tienen negro alrededor del ojo, sino gris oscuro, y el negro en la bigotera del macho es más escaso.
Su reclamo es muy característico, es una especie de carcajada larga y resonante "kaiü-kaiü-kaiück". Su canto va acelerando y es descendente en tono.

## Comportamiento
Es un ave asustadiza y difícil de observar, y muchas veces se detecta su presencia por su reclamo. Se alimenta principalmente de invertebrados que viven en la madera, como termitas y diferentes larvas de escarabajo  y  crisálidas o larvas de hormiga. Tiene un vuelo muy ondulante.

## Reproducción
Construye su nido a mediados de abril que procura situarlo en un árbol hueco. El agujero de entrada es redondo y justo para que pase un pájaro. En el fondo pone aproximadamente cinco huevos que son incubados por ambos miembros de la pareja durante dieciocho días. Las crías están preparadas para salir del nido unas tres semanas después de haber roto el cascarón.